# Rue Jean-Arp
La rue Jean-Arp est une voie située dans le quartier de la Gare du 13e arrondissement de Paris, en France.

## Situation et accès
La rue Jean-Arp est desservie à proximité par la ligne 6 à la station Quai de la Gare.

## Origine du nom
Elle porte le nom du peintre et plasticien français Jean Arp (1886-1966).

## Historique
Cette voie privée est créée sur des terrains appartenant à la SNCF dans le cadre de l'aménagement de la ZAC Paris-Rive-Gauche, sous le nom provisoire de « voie CF/13 » et prend sa dénomination actuelle le 9 mars 1993.
Par arrêté municipal en date du 24 juillet 2006, elle est ouverte à la circulation publique.

## Bâtiments remarquables et lieux de mémoire
La rue mène au Jardin James-Joyce et à la Bibliothèque nationale de France.

Street art dans le 13e arrondissement.